# Нероччо де Ланді
Нероччо де Ланді (італ. Neroccio de' Landi; 1447 — 1500) — італійський художник та скульптор раннього Відродження, представник Сієнської школи.

## Життєпис
Походив з аристократичної родини Ланді дель Поджо. Народився у 1447 році в родині впливового державного діяча Бартоломео де Ланді, замолоду виявив хист до мистецтва. Тому батьки віддали його на навчання до майстерні Векк'єтти. Тут він затоваришував з Франческо ді Джорджо, в майбутньому художником, скульптором та архітектором.
У 1467 році разом з ді Джорджо організував майстерню «Товариство живопису». Спільна творчість тривала до 1475 року, коли виник між ними конфлікт з мистецьких питань. Тоді Нероччо відкрив власну майстерню.

## Творчість
Його твори відрізняє не інтелектуальність, а ліризм, такий характерний для тосканського Відродження кінця XV століття, у них переплелися сієнські традиції, флорентійська тематика, а також мотиви північних мініатюр.
Переважно Нероччо де Ланді спеціалізувався на зображенні біблійних героїв святих, є автором численних зображень Мадонни.
У 1468 році він намалював сцени з життя Святого Бенедикта (Уфіцці, Флоренція), «Мадонна з немовлям і святими Ієронімом і Бернардом» (Пінакотека Сієни).
У 1472 році зробив фреску для монастиря Монта Оліверо Маджоре, а у 1475-му для цього ж монастиря виконав скульптуру Св. Катерини Сієнської. У 1476 році він створив триптих «Мадонна з немовлям, св. Бернардіно і Михайлом — архангелом».
Картина «Портрет пані», створений у середині 1480-х років, вказує на вплив флорентійської школи. Іншими відомими роботами є мозаїка Сивіла Гелеспонтська 1483 року для Сієнського собору, гробниця єпископа Томмазо Пікколоміні 1485 року, статуя Святої Катерини Александрійської в каплиці святого Іоанна Предтечі Сієнського собору (1487 рік).
Роботами останнього десятиліття життя майстра стали вівтар для церкви Пресвятої Діви в Монтісі та Клаудіа Квінта.

## Мозаїка для підлоги Сієнського собру

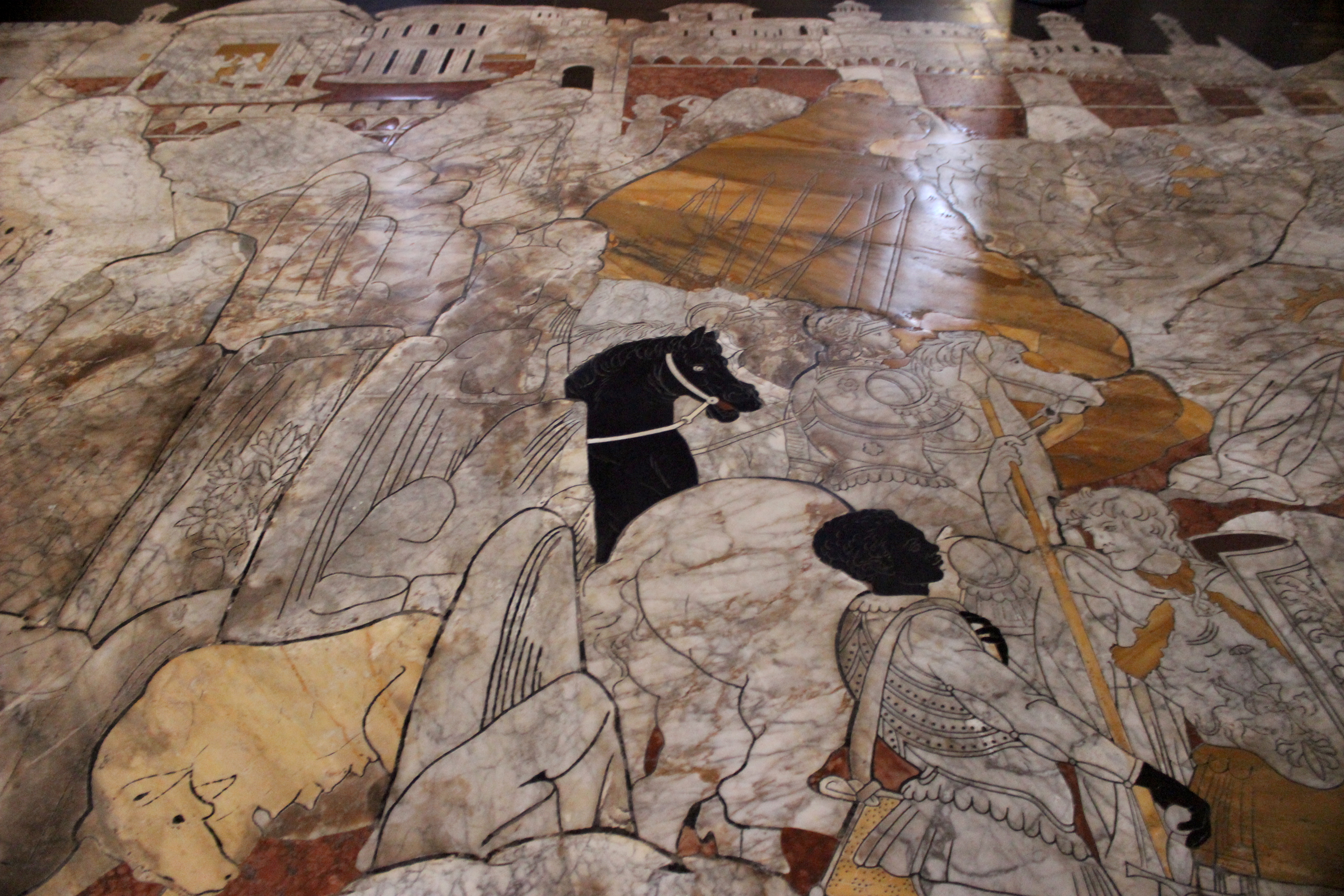
Нероччо де Ланді. Мозаїка для підлоги в Катедральному соборі міста Сієна.

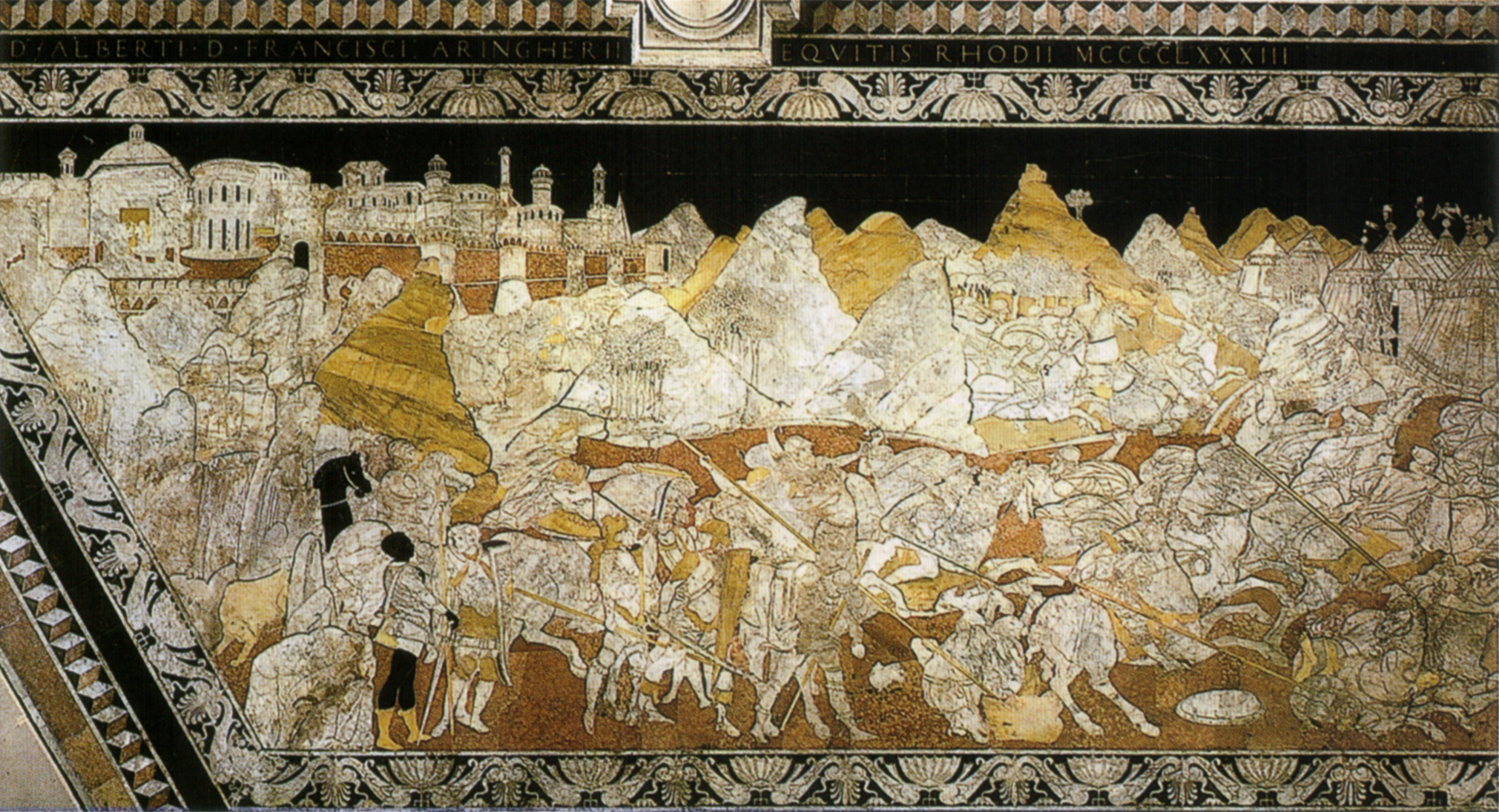
Нероччо де Ланді. Загальний вигляд мозаїки
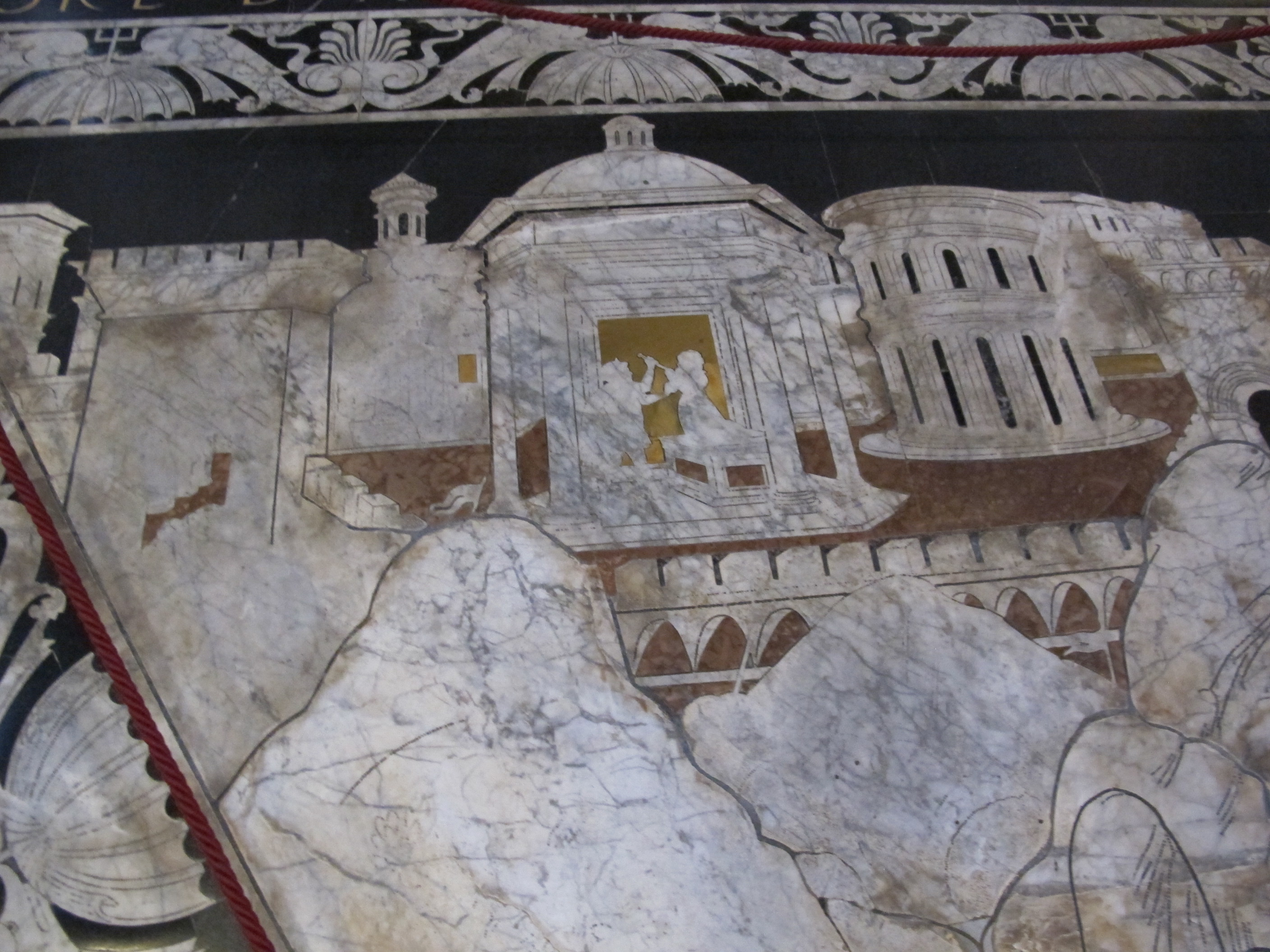
Нероччо де Ланді.
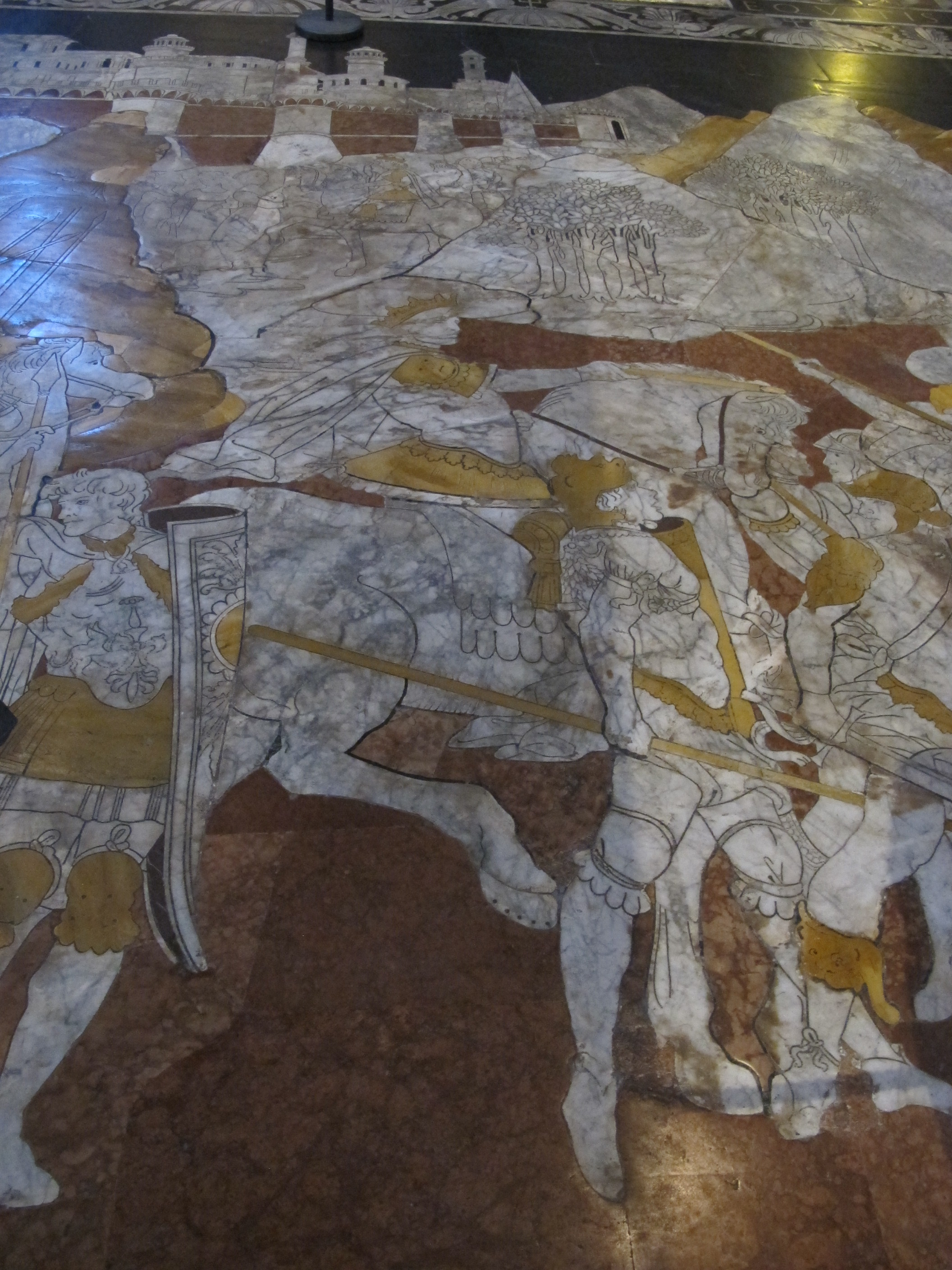
Нероччо де Ланді.
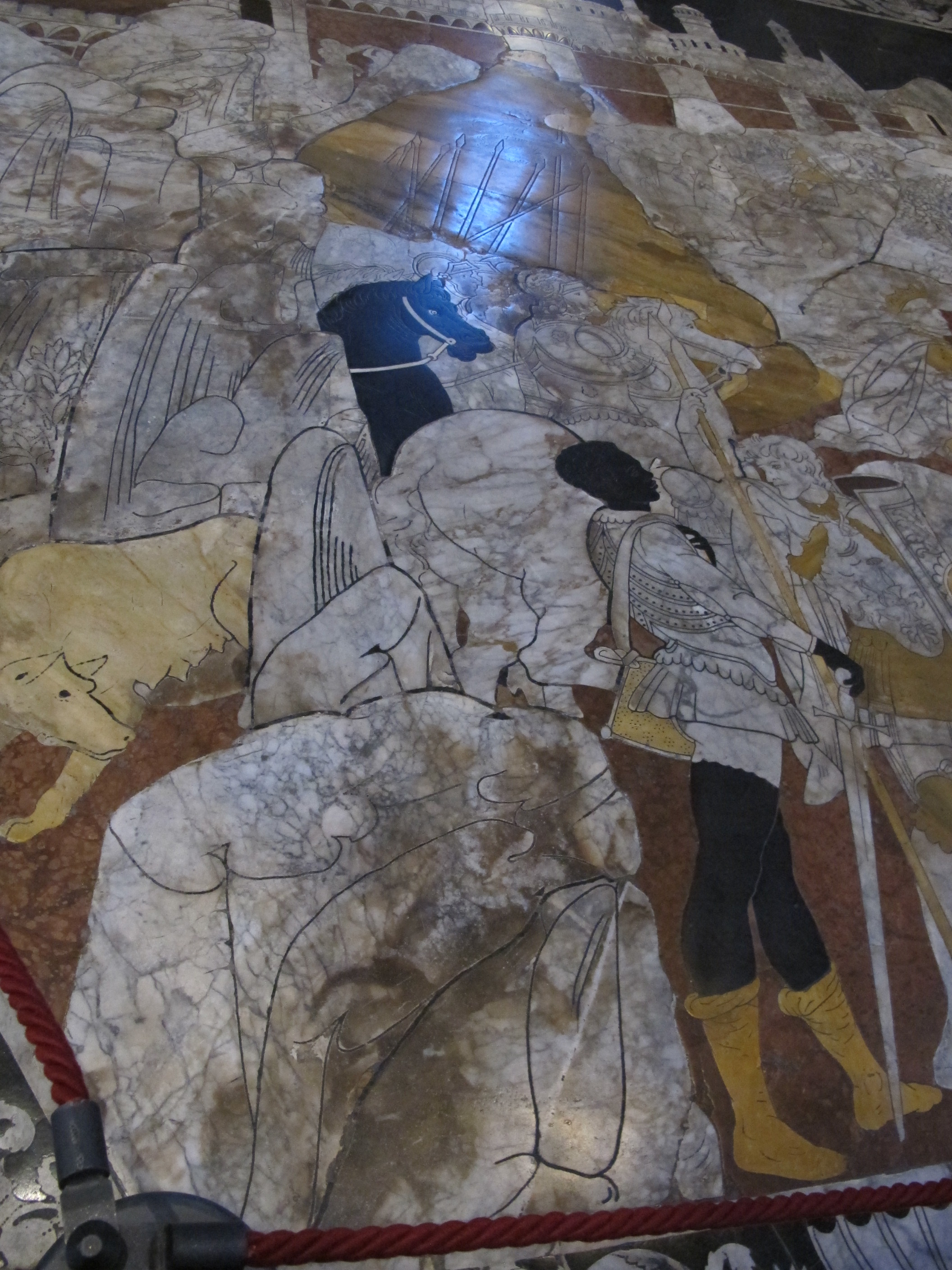
Нероччо де Ланді.